# 土台
土台（どだい）は、木造建築で、基礎の上に横にして据える材のこと。この材に、ほぞ穴をあけて柱を差し込む。近年では専用の金属プレートを用いて固定するケースも増えている。

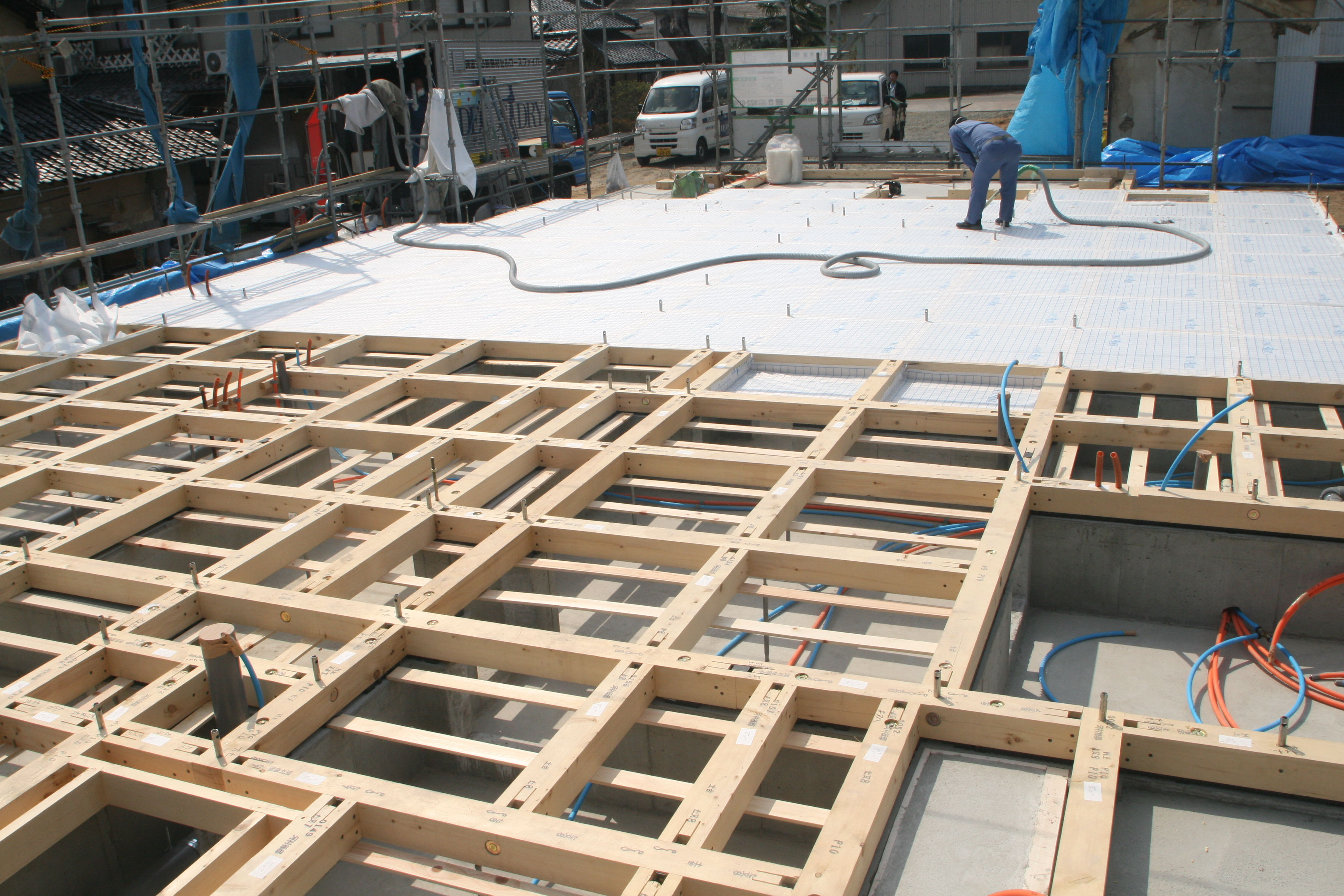
ドラフトピンを用いた土台の一例。床面の断熱としてセルロースファイバーの充填を施工中。

## 構造
現在の在来木造住宅では一般的に、側土台・間仕切土台・火打土台の三つが敷かれる。側土台は、平面形外周を構成するものであり、部屋の間仕切を構成するために間仕切り土台が敷かれる。それらの土台の主要な交差部分には、それぞれの辺を土台より小柄の角材で斜めに繋いで火打ち土台とし、歪みを防ぐ。継ぎ手は、主に腰掛かま継ぎや腰掛あり継ぎが用いられる。
一般的に水平に施工されたコンクリート基礎の上に敷く。古くは水平になるように並べられた石（礎石）の上に敷かれていた。近年の多くは、錐などで穴を開け、予め基礎に固定してあるアンカーボルトにとおして座金を敷き、ナットで固定する。予めほぞ穴や仕口を作っておきその上に柱や大引等を入れていく。
ツーバイフォー工法の場合は、寸法形式204・206・208・404・406のものを使用するように定められている。また、水平方向のゆがみは床面に構造用合板を貼り付けることで保っている。

## 防腐土台
過去には地面に近いため湿気に強い栗や檜、アピトン、イペを主に用いていたが、現在は檜および檜集成材、カラマツ集成材、ベイツガなどが主に用いられており、多くは加圧注入による防腐処理が施されている。
防腐処理は主に銅系や有機系、ホウ素系の木材防腐剤を用いたもので、クレオソート油やクロム銅ヒ素系木材保存剤 (CCA) といった有毒とされる成分を含む防腐剤は現在では使用されていない。なお、過去に建築された住宅などではクレオソート油やCCAが用いられている場合にも、室内空間とは離れており、かつ揮発性や溶脱はほとんどないため、日常において問題となることは稀である。
湿度が高い場所に用いられるため、檜などを用いても古い住宅などでは腐朽やシロアリによる食害を受けていることが多く、床鳴りや住宅の傾きの原因となる。
日常では目にしない地味な部材ではあるが、住宅の支持を受け持つ重要な部材であり、リフォームなどによる交換が非常に困難であるため、建築の際には木材防腐剤処理材が推奨されている。